# Curcumin
Curcumin (abgeleitet aus arabisch كركم kourkoum ‚Safran‘) ist eine intensiv orange-gelbe, natürlich vorkommende chemische Verbindung, aus der Gruppe der Diarylheptanoide. Über eine ungesättigte C7-Kette, die eine 1,3-Diketoneinheit enthält, sind dabei zwei o-Methoxyphenolreste miteinander verbunden. Die Verbindung kann zur Stoffgruppe der pflanzlichen Polyphenole gezählt werden.
Curcumin ist der Hauptbestandteil des Würz-, Heil- und Färbemittels Kurkuma, das zusammen mit anderen Gewürzen im Currypulver verwendet wird.

## Geschichte
Die Geschichte von Curcumin reicht über 5000 Jahre zurück bis in die Blütezeit der indischen Heilkunst Ayurveda. Es wurde nicht nur als Bestandteil von Nahrungsmitteln, sondern auch zur Behandlung verschiedener Beschwerden verwendet. Kurkuma wurde bereits 1280 von Marco Polo in den Berichten seiner Reisen nach China und Indien erwähnt. Das Gewürz wurde im 13. Jahrhundert von arabischen Kaufleuten von Indien nach Europa gebracht. Kurkuma wurde während der britischen Herrschaft in Indien in Kombination mit anderen Gewürzen als Currypulver verwendet.
1815 berichteten Pierre-Joseph Pelletier und Heinrich August von Vogel von ihren Versuchen, den gelben Farbstoff aus der Kurkumapflanze, den sie Curcumin benannten, zu isolieren. August Vogel jr. beschrieb 1842 eine reine, aber nicht kristalline Präparation von Curcumin. In kristalliner Form wurde Curcumin erstmals 1870 unabhängig voneinander von F. W. Daube und Y. Iwanof-Gajewsky isoliert und analytisch untersucht. 1897 wurde von Giacomo Luigi Ciamician und Paolo Silber für Curcumin die Summenformel C21H20O6 ermittelt. Die Struktur von Curcumin wurde 1910 durch J. Miłobȩdzka, St. v. Kostanecki und V. Lampe aufgeklärt. Sie konnten zeigen, dass Curcumin durch Kochen mit Kalilauge zur Ferulasäure gespalten wird. Die Struktur wurde 1918 durch die Erstsynthese von V. Lampe bestätigt.

## Vorkommen und Gewinnung

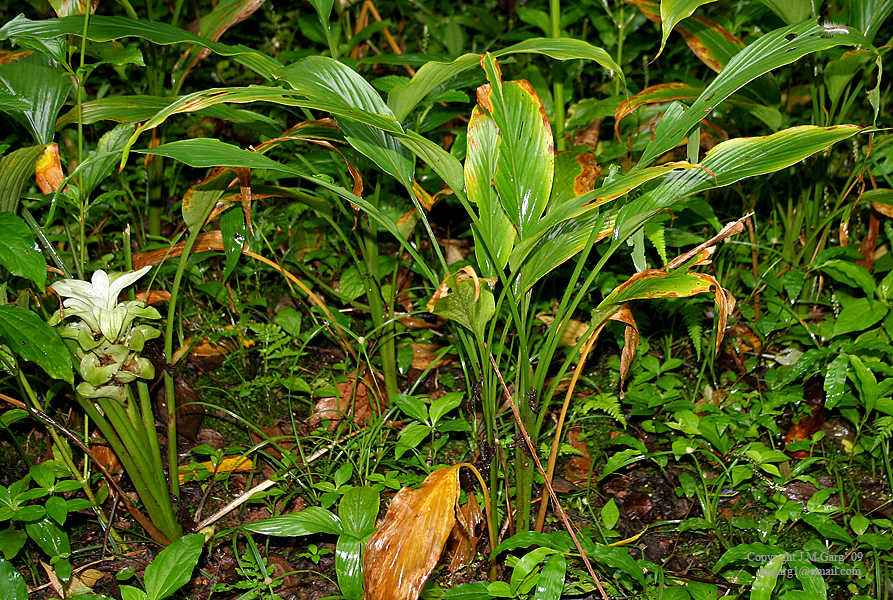
Gelbwurzel (Curcuma longa)

Curcumin findet sich in Wurzeln und Schoten von Gelbwurzgewächsen der Pflanzengattung Curcuma. Man kennt etwa 120 verschiedene Pflanzenarten dieser Gattung, wobei die Indische Gelbwurz (Curcuma longa) und die Javanische Gelbwurz (Curcuma xanthorriza) die bekanntesten Vertreter sind. Das Verbreitungsgebiet der Pflanzen sind die tropischen und subtropischen Regionen in Indien, China und weiteren südostasiatischen Staaten. Der weltweit größte Produzent, Verbraucher und Exporteur von Kurkuma ist Indien. Die jährliche Produktion lag in den Jahren 2008/2009 bei ca. 900.000 Tonnen.
Kurkuma enthält zwischen 2 und 9 % Curcuminoide. Dabei ist Curcumin mit über 50 % Hauptbestandteil neben weiteren Verbindungen, wie beispielsweise Demethoxycurcumin und Bisdemethoxycurcumin.
Curcumin erhält man durch Lösungsmittelextraktion aus den getrockneten und gemahlenen Rhizomen der Kurkumapflanze. Der Extrakt wird durch Kristallisation gereinigt. Curcumin kann durch Umsetzung mit frisch zubereitetem Aluminiumoxid in wässrigem Medium in den Aluminiumlack überführt werden, der nach der Filtration mit Wasser gewaschen und getrocknet wird.

### Biosynthese
Die Biosynthese der Curcuminoide geht von L-Phenylalanin (1) aus. Über Zimtsäure und p-Cumarsäure wird p-Cumaroyl-CoA (2) gebildet. Dieses kondensiert mit Malonyl-CoA (4) zur Diketidzwischenstufe 5. Aus 5 und einem weiteren Molekül p-Cumaroyl-CoA wird mit dem Enzym Curcumin-Synthase Bisdemethoxycurcumin (7) synthetisiert. Aus diesem entsteht mit Hydroxylasen und O-Methyltransferasen zunächst Demethoxycurcumin (8) und aus diesem schließlich Curcumin (9). Alternativ kann aus p-Cumaroyl-CoA (2) über vier Stufen das Feruloyl-CoA (3) gebildet werden, das dann ebenfalls mit Malonyl-CoA (4) zur Diketidzwischenstufe 6 umgesetzt wird. Aus Zwischenstufe 6 wird mit einem weiteren Molekül Feruloyl-CoA (3) direkt Curcumin (9) synthetisiert.
Nach einer anderen Publikation zur Biosynthese von Curcumin wird der Weg über die Zwischenstufen Zimtsäure und Cinnamoyl-CoA bevorzugt.

### Synthese
Es gibt verschiedene Synthesewege für die Herstellung von Curcumin.
Die Erstsynthese von Curcumin durch V. Lampe erfolgte in einer mehrstufigen Reaktionsfolge ausgehend von Carbomethoxyferuloylchlorid (1) und Acetessigester (2). Die Kondensation der beiden Ausgangsprodukte in Gegenwart von Natriumethanolat ergibt die Zwischenstufe (3), die durch Verseifung und Decarboxylierung in das Carbomethoxyferuloylaceton (4) überführt wird. Erneute Kondensation mit Carbomethoxyferuloylchlorid (1) ergibt das Triketon (5), das durch Kochen in Eisessig unter Abspaltung von Essigsäure zum Dicarbomethoxycurcumin (6) reagiert. Durch Verseifung des Kohlensäureesters mit verdünnter Kalilauge erhält man Curcumin (7).
1950 wurde eine Eintopfsynthese von Curcumin (3) durch Umsetzung von Vanillin (1) und Acetylaceton (2) in Gegenwart von Bortrioxid in einer zweifachen Aldolkondensation veröffentlicht.
Dabei wird durch die Bildung eines Bisacetylacetonato-Bor-Komplexes eine Knoevenagel-Reaktion an der acideren 3-Position von Acetylaceton vermieden, so dass die Reaktion ausschließlich an den terminalen Methylgruppen erfolgt.
Die ursprünglich sehr geringe Ausbeute von ca. 10 % konnte 1964 mit einer Weiterentwicklung des Verfahrens durch den Zusatz von Tri-sec-butylborat und Butylamin signifikant gesteigert werden.
Eine Reihe weiterer Verfahrensvarianten wurden in der Folgezeit publiziert. So reagiert beispielsweise Ethylenglycol (1) mit Bortrioxid zu einem löslichen 1,3,2-Dioxaborolanol (2). Durch Umsetzung mit Acetylaceton (3) erhält man die Spiroverbindung 4 die mit Vanillin (5) über die Zwischenstufe 6 Curcumin (7) ergibt.

## Eigenschaften
Durch eine Keto-Enol-Tautomerie kann man für das Curcumin drei mögliche unterscheidbare Tautomere formulieren. Dies sind neben dem Diketo-Tautomer jeweils zwei entartete Tautomere der Keto-Enol-Form sowie – unter Einbeziehung der phenolischen Hydroxygruppe – der Dienol-Form.
Da die Keto-Enol-Form durch eine intramolekulare Wasserstoffbrückenbindung zwischen den beiden Sauerstoffatomen stabilisiert wird, ist dies in aller Regel die bevorzugte Struktur. In einem Ethanol-Wasser-Gemisch kann auch das Diketo-Tautomer UV-spektroskopisch nachgewiesen werden, wobei der Anteil der Diketo-Form im Gleichgewichtsgemisch mit steigendem Wasseranteil zunimmt.
In Lösung hängt das Keto-Enol-Gleichgewicht von der Polarität und dem pH-Wert des Lösungsmittels ab. Während in unpolaren Lösungsmitteln die Enolform dominiert, liegt in polaren Lösungsmitteln bevorzugt die Diketoform vor. Das Diketotautomer dominiert in sauren und neutralen Medien und die Verbindung fungiert als Protonendonator. Dagegen wird bei pH >8 die Enolatform bevorzugt und Curcumin wirkt als Elektronendonor. Quantitative Untersuchungen des Tautomerengleichgewichts in Ethanol/Wasser-Gemischen zeigen, dass in reinem Ethanol nur die Enol-Keto-Form vorliegt und mit zunehmendem Wassergehalt der Anteil des Diketo-Tautomers zunimmt.
Röntgenbeugungsstudien an Einkristallen von Curcumin zeigten, dass das Molekül im festen Zustand drei substituierte planare Gruppen besitzt, die durch Doppelbindungen verbunden sind. Der Winkel zwischen den Ebenen der beiden Arylgruppen beträgt −162°. Im Kristall liegt Curcumin vorzugsweise in der cis-Enol-Konfiguration vor und es besteht eine starke intramolekulare Wasserstoffbrückenbindung. Der enolische Wasserstoff wird zu gleichen Teilen von den beiden Sauerstoffatomen geteilt.
Das chromophore System von Curcumin bedingt die gelbe Farbe, wobei die höchste Absorption bei 420 nm in organischen Lösungsmitteln wie Methanol auftritt. In wässriger Lösung nimmt die Absorption stark ab und die UV/VIS-Spektren zeigen eine pH-Abhängigkeit. In alkalischer Lösung liegt das Absorptionsmaximum bei 463 nm zeigt bei Erniedrigung des pH-Werts eine hypsochrome Verschiebung zu 422 nm bei abnehmender Intensität.
Curcumin ist ein Säure-Base-Indikator. Bei pH <1 ist die Verbindung protoniert und zeigt eine Rotfärbung. Im pH-Bereich 1–7 weist die neutrale Verbindung eine leuchtend gelbe Farbe auf. Bei pH >7 wird Curcumin deprotoniert und es erfolgt bei pH 8–9 wiederum ein Farbumschlag nach Rot.
Die Verbindung ist in Ethanol, Methanol, konzentrierter Essigsäure, Dichlormethan, Chloroform, Ethylacetat, Dimethylsulfoxid und Aceton löslich. In Ethanol zeigt sie eine schwach grüne Fluoreszenz. In Wasser und Diethylether ist Curcumin unlöslich.
Curcumin ist lichtempfindlich und in alkalischer Lösung nicht stabil.

## Verwendung

### Lebensmittel

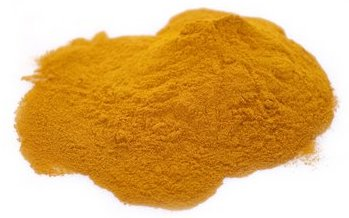
Curcumin-Pulver

Curcumin wurde 1962 als einer der ersten Lebensmittelzusatzstoffe durch die Richtlinie des Rats zur Angleichung der Rechtsvorschriften der Mitgliedstaaten für färbende Stoffe, die in Lebensmitteln verwendet werden dürfen in der EWG zugelassen und erhielt die E-Nummer E 100. Auch in der aktuellen Verordnung (EG) Nr. 1333/2008 für Lebensmittelzusatzstoffe wird es als Lebensmittelfarbstoff aufgeführt. Darin wird auch geregelt, dass eine Verwendung nur in bestimmten Lebensmitteln und nur mit einer maximalen Dosiermenge zulässig ist. So sind z. B. in verschiedenen Fleisch- und Wurstprodukten max. 20, in Schmelzkäse und weinhaltigen Getränken max. 100, in verschiedenen Milchprodukten, wie Sahne oder Speiseeis max. 150, in Fischrogen, max. 300 und in Würzmitteln bis zu 500 mg/kg erlaubt. Dabei wird die maximale Dosiermenge oft für die Summe eine Gruppe von Farbstoffen (E 100, E 102, E 120, E 122, E 160e und E 161b) festgelegt. Für einige Nahrungsmittelkategorien, wie Streichfette, Brotaufstriche, Konfitüre, Marmelade und verschiedene Kartoffelprodukte gibt es keine Mengenbeschränkung (quantum satis). Der Einsatz in festen und flüssigen Nahrungsergänzungsmitteln mit maximalen Mengen von 300, bzw. 100 mg/kg ist ebenfalls erlaubt. Bei Nahrungsergänzungsmittel werden neben reinem Kurkuma-Pulver auch nicht näher definierte, unterschiedliche „Kurkuma-Extrakte“, verschiedene Curcuminoide einschließlich Curcumin selbst, alleine oder aber Varianten mit Zusätzen wie Extrakt von schwarzem Pfeffer (Piperin), Vitaminen (z. B. Vitamin D), Vitaminoide wie Cholin oder anderen pflanzlichen Zusätzen verwendet.
Durch das Gremium für Lebensmittelzusatzstoffe und Lebensmitteln zugesetzte Nährstoffquellen (ANS) der Europäischen Behörde für Lebensmittelsicherheit wurde eine erlaubte Tagesdosis (ADI) von 3 mg/kg Körpergewicht festgelegt. Nach der in der Verordnung (EU) Nr. 231/2012 definierten Spezifikation für den Lebensmittelfarbstoff E 100, darf das Produkt neben Curcumin das Demethoxycurcumin und Bisdemethoxycurcumin in unterschiedlicher Zusammensetzung enthalten. Der Gehalt dieser Farbstoffe muss mindestens 90 % betragen.
Als Bestandteil der frischen Kurkumawurzel oder häufiger von Kurkumapulver, also der getrockneten und gemahlenen Kurkumawurzel, wird Curcumin als Gewürz in der indischen und thailändischen Küche verwendet. Darüber hinaus ist Curcumin Bestandteil sämtlicher Curry-Mischungen und Curry-Pasten. Das Gewürz hat ein pfeffriges Aroma und einen mild-würzigen Geschmack mit bitterem Nachgeschmack. Neben vielen Currygerichten wird es in Chutneys und nordafrikanischen Lammgerichten verwendet. Kurkuma fällt gemäß Artikel 3 der Verordnung (EG) Nr. 1333/2008 nicht unter die Lebensmittelzusatzstoffe, wenn es wegen seiner aromatisierenden, geschmacklichen oder ernährungsphysiologischen Eigenschaften verwendet wird.

### Textilfarbstoff
Bis ins 19. Jahrhundert wurde Curcumin als Textilfarbstoff – hauptsächlich zum Abtönen von Cochenille-Färbungen – verwendet. Wegen der Diketogruppe kann es als Beizenfarbstoff eingesetzt werden. Abhängig von dem verwendeten Metallsalz erhält man dabei einen orangegelben (Aluminiumsalze), einen orangeroten (Zinnsalze) oder einen braunen (Eisen-, Chromsalze) Farbton. Als Direktfarbstoff ist die Färbung von Baumwolle und Seide möglich. Aufgrund seiner geringen Lichtechtheit und der Unbeständigkeit im Alkalischen hat die Verwendung als Textilfarbstoff keine Bedeutung mehr.

## Analytik
Bereits 1870 wurde eine Farbänderung von Curcumin durch Borsäure beobachtet. Diese Farbreaktion von Curcumin mit Borsäure, bzw. Boraten zu dem roten Farbstoff Rosocyanin, bzw. in Gegenwart von Oxalsäure zu dem Farbstoff Rubrocurcumin wird in der analytischen Chemie zur quantitativen Analyse verwendet. Hierzu wird eine Probe des Bor-haltigen Materials oxidativ aufgeschlossen und die dadurch gebildete Borsäure anschließend mit Curcumin kolorimetrisch bestimmt. Für die qualitative Analyse von Borsäure kann Curcuminpapier – ein mit einer ethanolischen Curcuminlösung imprägniertes und getrocknetes Filterpapier – verwendet werden. Bei Anwesenheit von Borsäure zeigt das Curcuminpapier eine rötliche bis orangerote Färbung, die beim Betupfen mit einer 2%igen Natriumcarbonatlösung nach Blauviolett bis Blauschwarz umschlägt. Bei Abwesenheit von Borsäure verändert sich die gelbe Farbe des Curcuminpapiers nicht und wird durch die Natriumcarbonatlösung rotbraun gefärbt.

## Medizinische Aspekte
Curcumin findet als Hauptbestandteil von Kurkuma Verwendung in der traditionellen indischen und chinesischen Medizin. In der ayurvedischen Medizin wird es zur Behandlung von Atemwegserkrankungen sowie Lebererkrankungen, Appetitlosigkeit, Rheuma und Sinusitis verwendet. In der traditionellen chinesischen Medizin wird es bei der Behandlung von Unterleibsschmerzen eingesetzt.
Als Arzneimittel ist Curcumin in Deutschland nicht zugelassen. In Anzeigen oder Ratgebern wird eine Wirkung gegen verschiedenste Krankheiten (Diabetes, Arthrose, Krebs, Demenz) beworben. Hierfür fehlen aber aussagekräftige Studien – bei klinischen Prüfungen handelt es sich größtenteils um Pilotstudien mit geringen Fallzahlen und/oder offenem Studiendesign bzw. um retrospektive Anwendungsbeobachtungen. Zudem sind viele Studien zurückgezogen worden.
In der EU sind keine gesundheitsbezogenen Werbeaussagen für (kurkumahaltige) Nahrungsergänzungsmittel zugelassen. In diesem Zusammenhang hat das Landgericht Lüneburg einem Hersteller untersagt, mit einer gesundheitsfördernden Wirkung seines Curcumin-Präparats zu werben. Dieser habe behauptet, dass sein Präparat bei chronischen Entzündungen des Dick- und Mastdarms helfen würde. Auch mit der Aussage, dass Curcumin zur normalen Gelenkfunktion beitrage, darf nicht geworben werden, da hierfür Nachweise fehlen.

### Bioverfügbarkeit
Da Curcumin schwer wasserlöslich ist, wird es im Magen-Darm-Trakt nur in einem sehr geringen Maß absorbiert. Durch Erhitzen oder Auflösung in Öl wird die Bioverfügbarkeit von in Lebensmitteln enthaltenem Curcumin erhöht. Zusätzlich wird absorbiertes Curcumin durch den First-Pass-Effekt vor allem in den Nieren durch Sulfatierung und Glucuronidierung sehr schnell metabolisiert. Die dabei entstehenden Metabolite besitzen keine medizinische Wirksamkeit mehr und werden ausgeschieden. Die Halbwertszeit Curcumins wird mit unter 5 Minuten angegeben, der Grad der Bioverfügbarkeit ist mit {\displaystyle f<1\%} sehr gering. Gegenüber kommerziell verfügbaren Wirkstoffen wäre Curcumin als möglicher Wirkstoff in-vivo und in-vitro äußerst instabil, es könnte pharmakokinetisch betrachtet gar nicht an den gewünschten Wirkort im Körper gelangen.
Zur verbesserten Bioverfügbarkeit werden mehrere Verfahren untersucht. Sie zielen dabei auf eine Erhöhung der Stabilität der Curcuminoide sowie deren Löslichkeit ab, beispielsweise durch Zugabe von Piperin, Mizellierung, Komplexbildung mit Cyclodextrin, liposomale Formulierungen oder nanotechnologische Verfahren. Diese werden teilweise auch in Nahrungsergänzungsmitteln vermarktet, beispielsweise Schwarzer-Pfeffer-Extrakt (Piperin). Das Bundesinstitut für Risikobewertung (BfR) weist hier auf eine potentiell leberschädigende Wirkung von Kombipräparaten mit Piperin hin. Außerdem kann Piperin die Wirkung von Arzneistoffen verstärken. Das BVL und das BfArM weisen in einer gemeinsamen Stellungnahme darauf hin, dass mit einigen dieser Verfahren eine höhere systemische Verfügbarkeit von Curcuminoiden bzw. deren Stoffwechselprodukten erzielt werden kann. Diese Produkte gelten dann ggf. als Novel Food, da eine Erhöhung der Bioverfügbarkeit zu anderen toxischen Wirkungen führen kann als bei Curcumin alleine.

### Toxizität
Sollte Curcumin in den Blutkreislauf gelangen, besteht die potentielle Gefahr, dass es aufgrund seiner breiten Reaktivität mit einer Vielzahl von Enzymen reagieren kann. So kann es laut Tiermodellen beispielsweise Cytochrom P450 oder Glutathion-S-Transferasen hemmen und den hERG-Kanal modulieren. Es ist auch gegenüber Lymphozyten cytotoxisch. In seltenen Fällen – gerade in Kombination von die Bioverfügbarkeit erhöhende Mitteln (siehe Abschnitt „Bioverfügbarkeit“) – führt Curcumin zu Leberschädigungen.
In klinischen Prüfungen wurden dagegen unerwünschte Wirkungen selten beobachtet, sollte Curcumin oral verabreicht werden. Bei höheren Dosierungen (8–12 Gramm täglich) wurden Durchfall, Kopfschmerzen oder Rötungen beobachtet. Grund für die relativ gute Verträglichkeit kann die sehr schlechte Bioverfügbarkeit bei oraler Gabe sein. Wahrscheinlicher ist daher eine indirekte Wirkung über aktive Metaboliten.
Curcumin steht im Verdacht, ein Kontaktallergen zu sein.
Die erlaubte Tagesdosis beträgt 3 mg pro kg Körpergewicht. Das BfR warnt vor einer längerfristigen (auch geringfügigen) Überschreitung dieses Wertes, insbesondere bei empfindlichen Individuen, da unerwünschte Wirkungen auftreten können. Schwangere sollten auf Nahrungsergänzungsmittel mit Curcumin sicherheitshalber verzichten.

## Forschung
1937 erschien der erste wissenschaftliche Artikel zur Behandlung von Gallenerkrankungen durch Curcuma. Insbesondere in den letzten Jahren ist die Zahl der wissenschaftlichen Artikel zu Curcumin rasant angestiegen. In der medizinischen Datenbank PubMed sind bis Ende 2020 zum Schlagwort Curcumin über 16.000 Artikel zu finden. Es werden verschiedene gesundheitsfördernde Effekte wie antioxidative, antibakterielle, entzündungshemmende, schmerzlindernde, wundheilende und verdauungsfördernde Eigenschaften beschrieben. Ebenso werden antikanzerogene und neuroprotektive Wirkungen von Curcumin untersucht.

### In-vitro-Studien
Da Curcumin als eines der stärksten Pan-assay interference compounds (PAINS) falsch-positive Ergebnisse in chemischen Untersuchungen (zum Beispiel Hochdurchsatz-Screenings) bewirken kann, muss ein Großteil der dazu publizierten Ergebnisse aus In-vitro-Studien hinterfragt werden. Aufgrund der ohnehin geringen oralen Bioverfügbarkeit von Curcumin sind die Ergebnisse von In-vitro-Studien nicht direkt auf den Menschen übertragbar. Zahlreiche Ansätze zielen daher auf eine Erhöhung der Bioverfügbarkeit von Curcumin-Formulierungen ab. Kurkuma-Pulver enthält viele unterschiedliche Komponenten, so dass die in In-vitro-Studien gezeigten Effekte auch durch andere Komponenten verursacht werden könnten. Ein anderes Problem ist die in Zellkultur- und Tierstudien verwendete extrem hohe Dosis an Curcumin verwendet wurden, die weder über die Nahrung, noch über Nahrungsergänzungsmittel aufgenommen werden können.

### Gesundheitsbezogene Lebensqualität
Ein Metareview aus dem Jahr 2021 wertete 10 randomisierte kontrollierte klinische Studien aus. Danach konnte die Supplementation bei zugrunde liegenden chronischen Krankheiten einen starken positiven Einfluss auf die gesundheitsbezogene Lebensqualität entfalten. Die Autoren bemängelten aber die starke Heterogenität der Daten, und empfehlen daher länger laufende, große und gut konzipierte Studien.

### Antiinflammatorische Wirkung
In zwei Metareviews wurde gezeigt, dass die Supplementation curcuminhaltiger Produkte die CRP-Werte, ein Entzündungsmarker, senken kann. Die Autoren bemängelten aber die geringe Fallzahlen in den untersuchten Studien, die Heterogenität der Daten und einen möglichen Publikationsbias; sie empfehlen daher weitere Studien mit größeren Fallzahlen.